# Berichterstatter (Europäisches Parlament)
Berichterstatter sind im Europäischen Parlament die Abgeordneten, die im Rahmen der Rechtsetzung der Europäischen Union für einen bestimmten Gesetzesvorschlag zuständig sind. Nachdem die Europäische Kommission einen Gesetzesvorschlag vorgelegt hat, benennt der zuständige Ausschuss im Europäischen Parlament genau einen Berichterstatter. Dieser hat die Aufgabe, sich federführend mit dem betreffenden Kommissionsvorschlag auseinanderzusetzen und die Vorlage für die Stellungnahme des gesamten Ausschusses vorzubereiten, die ihrerseits als Entscheidungsgrundlage für das Plenum des Parlaments dient.

Dem Berichterstatter werden immer so genannte Schattenberichterstatter zur Seite gestellt. Das soll verhindern, dass der einer bestimmten Fraktion im Europäischen Parlament zugehörige Berichterstatter den Entscheidungsvorschlag des Ausschusses zu einseitig verfasst. Jede im Ausschuss vertretene Fraktion hat das Recht, einen Schattenberichterstatter zu benennen. Diese sind meist genauso in das Gesetzesvorhaben eingebunden wie der federführende Berichterstatter.